# Hatirjheel–Demra Expressway

De Hatirjheel–Demra Expressway is een in aanleg zijnde autosnelweg in Bangladesh. De snelweg wordt 10 kilometer lang en verbindt Hatirjheel met Demra. De ombouw van de bestaande weg R112 tot snelweg (tegen 2026) werd goedgekeurd op 9 januari 2022 door de Nationale Economische Raad. 
Bangabandhu Sheikh Mujibur Rahman Expressway ·
Bhanga–Benapole Expressway ·
Chittagong Elevated Expressway ·
Dhaka Bypass Expressway ·
Dhaka Elevated Expressway ·
Dhaka–Ashulia Elevated Expressway ·
Hatirjheel–Demra Expressway ·
Purbachal Expressway ·